# Бейт-дин
Бейт-дин или бет-дин (бейс-дин, мишн. ивр. בית דין‎) — иудейский религиозный суд, при рассмотрении дел руководствующийся иудейским религиозным законодательством (галахой).
Даян — судья бейт-дина.
В настоящее время бейт-дин рассматривает следующие категории дел:
- относящиеся к личному статусу граждан (бракосочетания, разводы, подтверждение еврейского происхождения);
- по обращению в иудаизм;
- по административным делам религиозного характера (контроль за кошерными продуктами при производстве пищи);
- в рассмотрении гражданских дел в качестве третейского суда (с согласия сторон);
- в Израиле кроме обычных функций обладает исключительными полномочиями в вопросах личного статуса граждан Израиля.

## Во времена существования Храма
Во времена храма существовало 3 категории суда:
- из 3 судей — был правомочен решать административные дела о штрафах;
- из 23 судей — был правомочен решать уголовные дела;
- из 71 судьи (синедрион) — был правомочен решать дела, касающиеся всего народа.

## В постталмудическое время
Маймонид описывал, что бейт-дин из трёх судей должен состоять только из этнических евреев. Если хотя бы у одного судьи отец был неевреем, а мать еврейкой, то такой не мог состоять в суде, а решение такого суда признавалось неправомочным (Мишне Тора, Ибум).

## В России
Особенно влиятельным бейт-дин был в Российской империи до второй половины XIX века, до того как в 1844 году был упразднён институт кагала.
Сохранилось решение бейт-дина о присуждении к смертной казни двоих доносчиков в Ново-Ушице в 1836 году.
В настоящее время в РФ действуют 2 бейт-дина:
- бейт-дин ФЕОР (Москва), председателем которого является главный раввин России Б. Лазар
- бейт-дин КЕРООР (Москва), председателем которого является главный раввин России А. Шаевич